# Convenciones internacionales sobre terrorismo
Desde la década de 1960, a partir de los primeros actos de piratería aérea, la comunidad internacional ha ido sancionando normas de Derecho Internacional Público para reprimir al terrorismo. Los debates internacionales han estado y siguen estado marcados por la definición y tipificación del delito de terrorismo, los aspectos relacionados con la afectación de los derechos humanos en los eventuales actos de represión, y aspectos puntuales como la preservación del derecho de asilo, de gran importancia en el derecho internacional latinoamericano, los mecanismos de extradición, y la preservación de las jurisdicciones propias de cada país.
Hasta comienzos de 2008 se habían sancionado trece instrumentos jurídicos internacionales considerados por las Naciones Unidas como normas para la lucha contra el terrorismo. Las Naciones Unidas han constituido un órgano específicamente dedicado a esa tarea, bajo la denominación de Comité contra el Terrorismo.

## Normas internacionales globales
Los 13 convenios, convenciones y protocolos globales relacionados con la represión del terrorismo, sancionados hasta comienzos de 2008, son:
1. Convenio sobre las infracciones y ciertos otros actos cometidos a bordo de las aeronaves (Convenio sobre las aeronaves)
- - Firma: Tokio, 14 de septiembre de 1963
  - Entrada en vigencia: 4 de diciembre de 1969

2. Convenio para la represión del apoderamiento ilícito de aeronaves (Convenio sobre el apoderamiento ilícito)
- - Firma: La Haya, 16 de diciembre de 1970
  - Entrada en vigencia: 14 de octubre de 1971

3. Convenio para la represión de actos ilícitos contra la seguridad de la aviación civil (Convenio sobre la aviación civil)
- - Firma: Montreal, 23 de septiembre de 1971
  - Entrada en vigencia: 26 de enero de 1973

4. Convención sobre la prevención y el castigo de delitos contra personas internacionalmente protegidas, inclusive los agentes diplomáticos (Convención sobre los agentes diplomáticos)
- - Firma: Nueva York, 14 de diciembre de 1973
  - Entrada en vigencia: 20 de febrero de 1977

5. Convención Internacional contra la toma de rehenes (Convención sobre la toma de rehenes)
- - Firma: Nueva York, 17 de diciembre de 1979
  - Entrada en vigencia: 3 de junio de 1983

6. Convención sobre la protección física de los materiales nucleares (Convención sobre los materiales nucleares)
- - Firma: Viena, 26 de octubre de 1979
  - Entrada en vigencia: 8 de febrero de 1987

7. Protocolo para la represión de actos ilícitos de violencia en los aeropuertos que presten servicios a la aviación civil internacional, complementario del Convenio para la represión de actos ilícitos contra la seguridad de la aviación civil, hecho en Montreal el 23 de septiembre de 1971 (Convención sobre los aeropuertos)
- - Firma: Montreal, 24 de febrero de 1988
  - Entrada en vigencia: 6 de agosto de 1989

8. Convenio para la represión de actos ilícitos contra la seguridad de la navegación marítima (Convención sobre la navegación marítima)
- - Firma: Roma, 10 de marzo de 1988
  - Entrada en vigencia: 1 de marzo de 1992

9. Protocolo para la represión de actos ilícitos contra la seguridad de las plataformas fijas emplazadas en la plataforma continental (Protocolo sobre las plataformas fijas)
- - Firma: Roma, 10 de marzo de 1988
  - Entrada en vigencia: 1 de marzo de 1992

10. Convenio sobre la marcación de explosivos plásticos para los fines de detección (Convenio sobre los explosivos plásticos)
- - Firma: Montreal, 1 de marzo de 1991
  - Entrada en vigencia: 21 de junio de 1998

11. Convenio Internacional para la represión de atentados terroristas cometidos con bombas (Convención sobre los atentados terroristas cometidos con bombas)
- - Firma: Nueva York, 15 de diciembre de 1997
  - Entrada en vigencia: 23 de mayo de 2001

12. Convenio Internacional para la represión de la financiación del terrorismo (Convención sobre la financiación del terrorismo)
- - Firma: 9 de diciembre de 1999
  - Entrada en vigencia: 10 de abril de 2002

13. Convenio internacional para la represión de los actos de terrorismo nuclear (Convención sobre el terrorismo nuclear)
- - Firma: Nueva York el 13 de abril de 2005
  - Entrada en vigencia: 7 de julio de 2007

## Normas internacionales continentales

### Convención Interamericana contra el Terrorismo
El 3 de junio de 2002 la Organización de Estados Americanos (OEA) aprobó la Convención Interamericana contra el Terrorismo. La misma tiene como objetivo obligar a todos los estados americanos a sancionar leyes antiterroristas y establecer un sistema continental de represión del terrorismo, que no encuentre limitaciones para actuar derivadas de ciertas garantías legales, como el secreto bancario, traslado de personas detenidas entre países, la invocación del "delito político" o condición de refugiado, el derecho de asilo.
 Luego del proceso de ratificaciones, la misma entró en vigor el 7 de octubre de 2003.
La convención puntualiza especialmente que la represión del terrorismo no puede afectar en modo alguno los derechos humanos de las personas:

Nada de lo dispuesto en la presente Convención se interpretará en  el sentido de que menoscaba otros derechos y obligaciones de los Estados y de las personas conforme al derecho internacional, en particular la Carta de las Naciones Unidas, la Carta de la Organización de los Estados Americanos, el derecho internacional  humanitario, el derecho internacional de los derechos humanos y el derecho internacional de los refugiados.
A toda persona que se encuentre detenida o respecto de la cual se adopte cualquier medida o sea encausada con arreglo a la presente Convención se le garantizará un trato justo, incluido el goce de todos los derechos y garantías de conformidad con la legislación del Estado en cuyo territorio se encuentre y las disposiciones pertinentes del derecho internacional. (incisos 2 y 3 del artículo 15)